# 多蘿西·帕克
多蘿西·帕克（Dorothy Parker，1893年8月22日—1967年6月7日）是一位美國作家、評論家、編劇，出生於紐澤西州朗布蘭奇。
1926年帕克發表詩篇《Enough Rope》引來文壇關注，之後的短篇故事《Big Blonde》讓她獲得1929年的歐·亨利獎。之後她前往好萊塢發展，她與丈夫艾倫·坎貝爾在1937年上映的星海浮沉錄（A Star Is Born）中擔任編劇。她是好萊塢反納粹聯盟的創始成員之一，該團體在戰後被聯邦調查局列為共產主義組織，她也因此被列入好萊塢黑名單當中。她在1967年去世。